# Норойри
Норойри (фар. Norðoyri, дат. Nordøre) — деревня, расположенная на острове Борой, одном из островов Фарерского архипелага. Находится в составе коммуны Клаксвуйк. Население — 156 человек (2022).

## География
Норойри расположена на берегу залива Бороярвуйк к югу от Клаксвуйка на острове Борой. Вдоль береговой линии к югу от деревни находятся залежи стильбита.

## История
Точное время основания Норойри неизвестно. В ходе раскопок, проводившихся на территории деревни, были обнаружены следы построек викингов. Название поселения впервые упоминается в переписи населения 1584 года (фар. Jarðarbókin).
В 1813 году деревни на Фарерских островах, как правило, состояли из одного или нескольких хуторов, в которых стояло несколько домов. Учёными были обнаружены несколько архивных рукописных журналов XIX века. Одним из авторов был Самуэль Эрик Матрас, фермер с острова Борой. В 1802 году он был назначен шерифом региона Норойар, в 1813 году переехал в Норойри в качестве королевского арендатора (копигольдера) на ферму Уппистова (фар. Uppistova).
Поле вокруг фермы разделяется на внешнее (дальнее, фар. tann gamli bøurin, дословно — «старая ферма») и внутреннее (ближнее). Внешнее поле отгораживалось от внутреннего каменным забором. Дальнее поле охватывает юго-восточную половину полуострова между заливом Бороярвуйк и поселением Однафьордур, особенно крутые склоны, круто опускаясь от центрального хребта высотой от 400 до 563 м, сосредоточены в юго-восточной части деревни. Дальнее поле жители считают трудным и опасным для выпаса скота. На фермах содержались овцы и крупный рогатый скот. На полях выращивали ячмень, овёс, другие зерновые. Через два десятилетия после 19 века, как сообщают журналы, была введена новая культура — картофель.
Уппистова составляет одну треть деревни, его участки были разбросаны в разных местах побережья. Жители совместно работали на полях, выращивая зерновые и заготавливая сено. 85-90 % поля обычно было пастбищем, которое выкашивали в августе-сентябре. На остальной территории в основном выращивали зерновые, на небольших участках возводили различные виды растений. В 1813 году, когда С. М. Матрас принял на себя управление фермой, там было 4 коровы и 2 головы молодняка. Журналы из Норойри содержат точную информацию о количестве семян зерновых, высеваемых каждый год с 1819 по 1892 годы. Общая урожайность значительно колеблется из года в год. Из 67 лет 10 были низкоурожайными, 8 лет — благополучными. Средняя урожайность картофеля ниже, чем урожайность зерновых, но значительно стабильнее, поскольку производство зерна больше зависит от климатических, так как они более чувствительны к колебаниям температуры. Картофель появляется в 1820 году и примерно с 1855 года и далее, он занимает большую часть площадей, которые раньше занимали зерновые. В журналах также содержатся некоторые сведения о количестве добытых китов, что позволяет предполагать, что жители деревни занимались китобойным промыслом.
В районе деревни находятся руины фермы, которая была погребена лавиной 12 марта 1745 года, затем отстроена, а спустя 20 лет в тот же день опять разрушена в результате схода лавины. Двести лет спустя, в 1945 году, здесь был заложен валун в память об этих трагических событиях.
Деревню с другими поселениями связывает шоссе, первая часть которого в начале имеет название Ойрарвевур, затем изменяется на Фоднавевур и заканчивается как Флатнавевур. Из деревни выходят две небольшие дороги: Фьёрувевур (ведёт к старой гавани) и Туни.